# Toàn Chân đạo

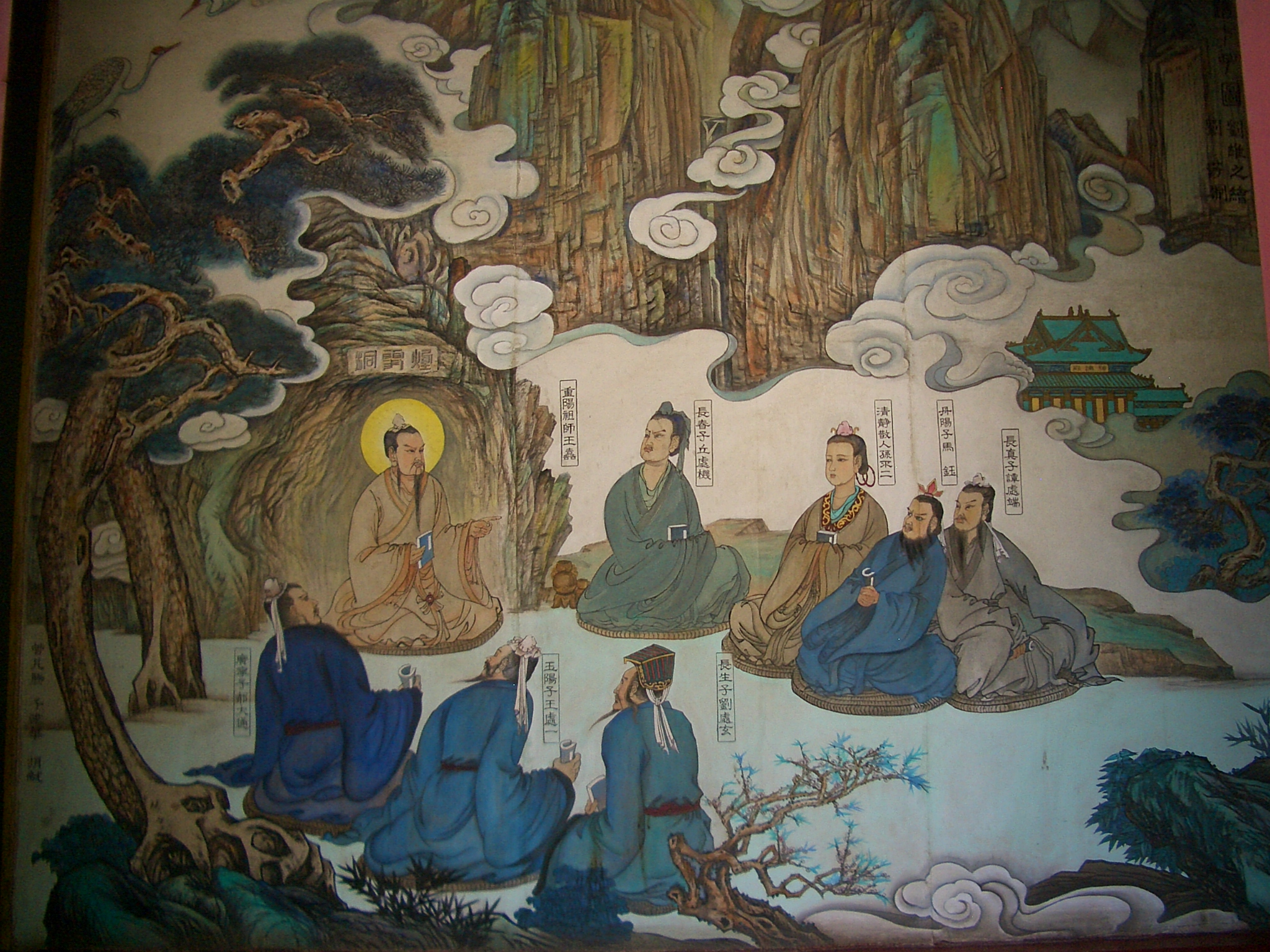
Vương Trùng Dương và Toàn Chân thất tử, tranh vẽ trên tường am Trường Xuân tại Vũ Hán

Toàn Chân đạo (全真道) hay Toàn Chân giáo (全真教) (nghĩa là giáo phái toàn hảo, giáo phái chân lý toàn thể) là một giáo phái của Đạo giáo do đạo sĩ Vương Trùng Dương sáng lập.
Vào đời nhà Kim, Vương Trùng Dương (tự là Doãn Khanh) gặp tiên Lã Động Tân và Hán Chung Li tại trấn Cam Hà, được truyền cho khẩu quyết luyện đan là Toàn chân. Ý nói bảo toàn tam bảo (toàn tinh, toàn khí, toàn thần) hội tụ trung cung, kim đan thành tựu. Vương bỏ Nho giáo theo Đạo giáo, tu luyện tại núi Chung Nam, đổi tên là Vương Triết, tự là Tri Minh, hiệu là Trùng Dương Tử (người đời hay gọi là Vương Trùng Dương). Từ khẩu quyết luyện đan, Vương Trùng Dương chọn tên của giáo phái là Toàn Chân đạo, tức Bắc tông.
Tôn chỉ của Toàn Chân giáo là quên mình phục vụ xã hội cứu giúp chúng sinh, tôn trọng sự thật, hướng đến chân lý (toàn chân) nên nhân dân rất kính trọng. Học trò tìm đến ông rất đông, nhưng ông dạy dỗ nghiêm khắc, thường đánh đập để thử thách nên cuối cùng chỉ còn lại bảy người. Nhóm bảy đạo sĩ này được gọi là Bắc Thất Chân hay Toàn Chân thất hiệp.

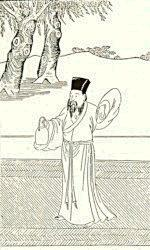
Vương Trùng Dương

1. Đan Dương Tử Mã Ngọc (馬鈺, 1123-1183) là chưởng môn đời thứ hai của Toàn Chân giáo. Về sau sáng lập Ngộ Tiên phái.
2. Trường Chân Tử Đàm Xứ Đoan (譚處端, 1123-1185) là chưởng môn đời thứ ba của Toàn Chân giáo. Về sau sáng lập Nam Vô phái
3. Trường Sinh Tử Lưu Xứ Huyền (劉處玄, 1147-1203) là chưởng môn đời thứ tư của Toàn Chân giáo. Về sau sáng lập Tùy Sơn phái
4. Trường Xuân Tử Khâu Xứ Cơ (丘處機, 1148 - 1227) là người nổi tiếng nhất và là chưởng giáo đời thứ năm của Toàn Chân giáo. Về sau sáng lập Long Môn phái.
5. Ngọc Dương Tử Vương Xứ Nhất (王處一, 1142-1217) là ngũ đệ tử. Về sau sáng lập Du Sơn phái
6. Quảng Ninh Tử Hác Đại Thông (郝大通, 1149-1212) là lục đệ tử. Về sau sáng lập Hoa Sơn phái
7. Thanh Tĩnh Tán Nhân Tôn Bất Nhị (孫不二, 1119-1182) là thất đệ tử và là vợ của Mã Ngọc. Về sau sáng lập Thanh Tịnh phái.

Sau khi Khâu Xứ Cơ mất, ông đã giao lại chức vị chưởng môn cho đệ tử xuất sắc nhất đời thứ 3. Thanh Hoà Tử Doãn Chí Bình trở thành chưởng giáo thứ sáu của Toàn Chân giáo.

## Phương pháp tu luyện
Phương pháp tu luyện của Toàn Chân giáo là Tính Mệnh song tu và chủ trương Tam Giáo đồng nguyên. Phái này cho rằng con người bình thường có nhiều vọng niệm, nên chân ý bị biến thành giả ý. Vì vậy, phái chủ trương giữ thanh tĩnh để ý từ giả quay trở về chân.
Phương pháp thiền của Toàn Chân giáo được gọi là Hồi quang phản chiếu trong quyển Đại Đan trực chỉ, trong quyển Hoàng Cực hợp tích thì gọi là Thiêm Du tiếp mệnh. Cách thực hiện là lim dim mắt, mắt hướng về chóp mũi, tâm ý đặt tại vị trí Sơn Căn. Khi người luyện đạt tới mức độ thành thạo, thì vọng niệm sẽ không tự khởi, hơi thở cũng nhỏ bé như không. Đây là giai đoạn tu luyện khởi điểm.

## Kinh sách
Tại Việt Nam, số lượng kinh sách của Toàn Chân giáo truyền bá không nhiều. Có một số bản đựoc dịch và lưu truyền dưới dạng sách điện tử như:
- Đại Đan trực chỉ của Khâu Xử Cơ.
- Hoàng Cực hợp tích chứng đạo tiên kinh, được cho là đồ đệ của Doãn Chí Bình viết, Mẫn Nhất Đắc hiệu đính.
- Doãn Chân Nhân Liêu Dương Điện vấn đáp, được cho là đồ đệ của Doãn Chí Bình viết.
- Tính Mệnh Khuê Chỉ Toàn Thư, do Nhân Tử Nguyễn Văn Thọ dịch.